# Klosterängens naturreservat
Klosterängen är ett naturreservat i Mariestads kommun i Västergötland.
Reservatet bildades 1972 och omfattar 4 hektar. Det är beläget 1 km norr om Lugnås kyrka på Lugnåsbergets västsida.

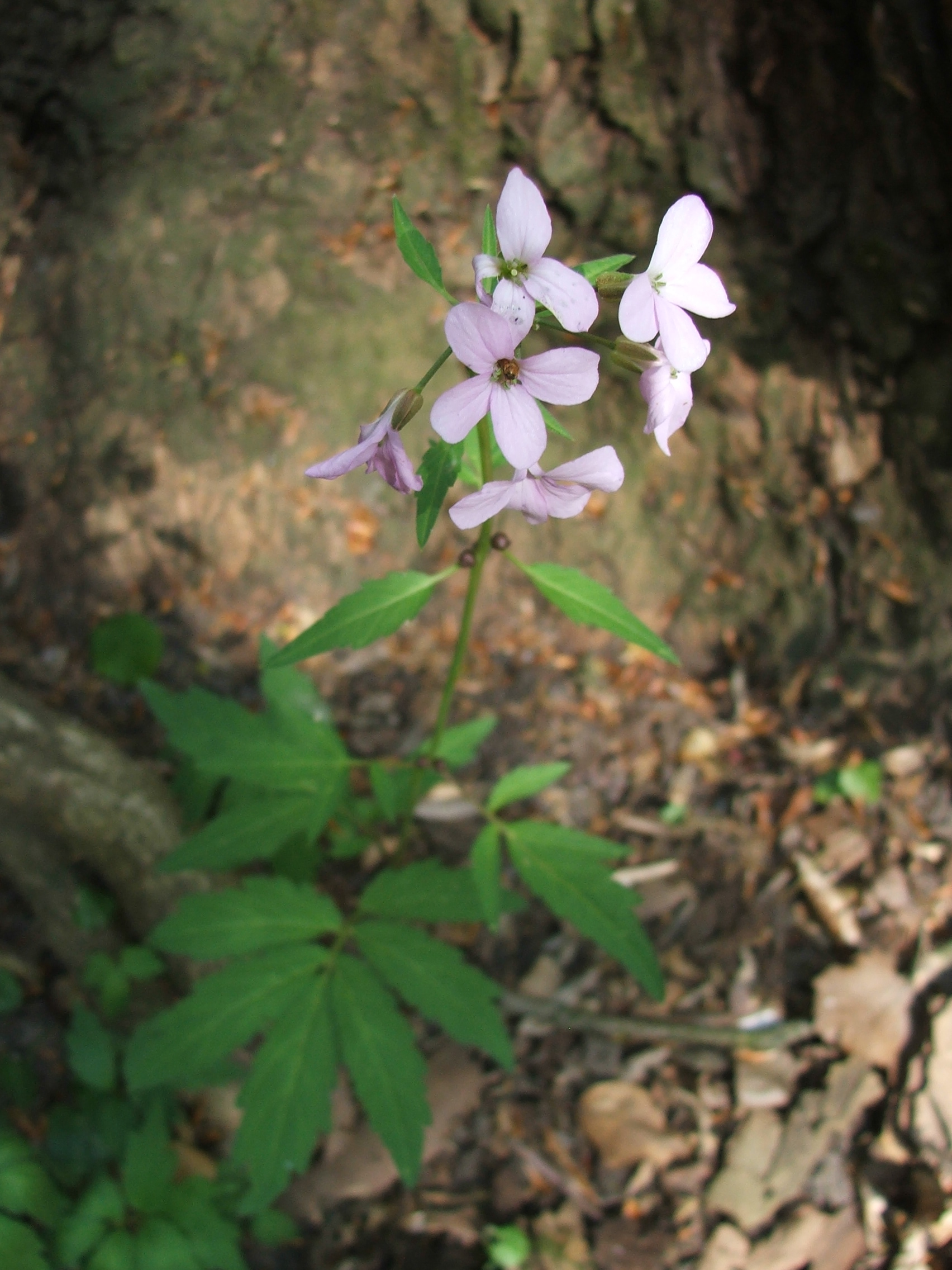
Tandrot

I området finns rester av lövskogar där ek är det vanligaste trädslaget. Där finns även lönn, lind och ask. Örter som blåsippa, tandrot, vårärt, dvärghäxört och storrams växer inom reservatet. 
Enligt traditionen ska det här ha funnits ett cistercienserkloster på 1100-talet. Mitt i Klosterängen finns en källa som kallas Klosterkällan.
Området ingår i EU:s ekologiska nätverk av skyddade områden, Natura 2000. 